# 单义性
单义性 指的是一种对描述上帝本质的词语的看法。即认为当我们使用词语来描述上帝和人（物）的性质时，这个词在二者上体现的意思，究其本质，是相同的（尽管上帝在程度上往往要高得多）。

## 概述
在中世纪关于上帝本质的争论中，许多神学家和哲学家(例如 托马斯·阿奎那)认为：当人说，"上帝是善的"的时候，上帝的善仅仅是“类似于”人类的善。 邓斯·司各脱 则持相反的观点：当人说，"上帝是善的"的时候，上述上帝的善和我们说“老王是善的”时所指的善，是完全相同类型的善。就是说，上帝与人的不同只是程度上的不同。因此，例如善良，能力，理智这样描述性质的词，应该"单义地"用在任何一种对象上，无论是上帝，人，还是跳蚤。
吉尔·德勒兹借用了司各脱本体论的单义性 的学说。他声称，存在是单义的，即它的所有的感知都仅用一种声音确认。 德勒兹改造了司各脱这一学说，断言存在是不同的，但是是“单义地”不同。"
德勒兹曾经附和又反转 斯宾诺莎的观点。斯宾诺莎主张一切存在是那个独一本体的变形，这个独一本体是上帝或者大自然。然而德勒兹声称，这种说法只是为了满足“荷兰人理念中的组织原则”，尽管斯宾诺莎的作品中从未提及这样的词条。对于德勒兹来说，并不存在什么独一本体，只有一个“始终区分” 的过程，一个折纸般的宇宙，一直折叠，展开，再折叠。德勒兹和伽塔利总结这一自相矛盾式的本体论为"多元即一元论"。

## 参看
- 基础本体论
- Henology
- 无矛盾律